# آکاسیای فلوریباندا
آکاسیا  فلوریباندا (نام علمی: Acacia floribunda) نام یک گونه از سرده آکاسیا است.